# Opere di Domenico Ghirlandaio
Questo è un elenco di opere di Domenico Ghirlandaio composto principalmente da opere a carattere religioso e alcuni ritratti, in molti casi, si tratta di affreschi nelle chiese che costituiscono un lavoro di grande portata che si è sviluppato soprattutto a Firenze e dintorni e al Vaticano.

## Lista delle opere in ordine cronologico
| Immagine | Titolo                                                                                                | Data           | Tecnica                      | Dimensioni       | Località               | Collezione                                                |
| -------- | --- | -------------- | ---------------------------- | ---------------- | ---------------------- | --------------------------------------------------------- |
|          | Madonna col Bambino                                                                                   | c. 1470 - 1475 | tempera e oro su tavola      | 70,8 × 48.9 cm   | Washington             | National Gallery of Art, collezione Kress.                |
|          | Santi Girolamo, Barbara e Antonio Abate                                                               | c. 1471 - 1472 | affresco                     | ?                | Pieve di Sant'Andrea   | Cercina                                                   |
|          | Madonna della Misericordia e Pietà                                                                    | c. 1472        | affresco                     | ?                | Firenze                | Cappella Vespucci, Chiesa di Ognissanti                   |
|          | Santa Barbara con suo padre sconfitto e un donatore                                                   | c. 1473        | Olio su tavola               | 68 x 47 cm       |                        | Collezione privata                                        |
|          | Battesimo di Cristo                                                                                   | c. 1473        | affresco                     | ?                | San Donnino            | Chiesa di Sant'Andrea a Brozzi                            |
|          | Madonna col Bambino in trono tra i santi Sebastiano e Giuliano                                        | c. 1473        | affresco                     | ?                | San Donnino            | Chiesa di Sant'Andrea a Brozzi                            |
|          | San Cristoforo                                                                                        | c. 1473        | affresco                     | 284,5 x 149,9 cm | New York               | Metropolitan Museum                                       |
|          | Annuncio della morte di santa Fina                                                                    | 1473 - 1475    | affresco                     | ?                | San Gimignano          | Cappella di Santa Fina, Collegiata di Santa Maria Assunta |
|          | Esequie di Santa Fina                                                                                 | 1473 - 1475    | affresco                     | ?                | San Gimignano          | Cappella di Santa Fina, Collegiata di Santa Maria Assunta |
|          | Madonna col bambino                                                                                   | c. 1475 - 1480 | olio su tavola               | 78,7 x 55,5 cm   | Parigi                 | Museo del Louvre                                          |
|          | Ultima Cena                                                                                           | 1476           | affresco                     | ?                | Tavarnelle Val di Pesa | Abbazia di San Michele Arcangelo                          |
|          | Madonna in trono col Bambino e santi                                                                  | c. 1479        | tempera su tavola di quercia | 170 x 160 cm     | Lucca                  | Cattedrale di San Martino                                 |
|          | San Girolamo nello studio                                                                             | 1480           | affresco                     | 184 x 119 cm     | Firenze                | Chiesa di Ognissanti                                      |
|          | Ultima Cena                                                                                           | 1480           | affresco                     | 400 x 880 cm     | Firenze                | Chiesa di Ognissanti                                      |
|          | Vocazione dei primi apostoli                                                                          | 1481           | affresco                     | 349 x 570 cm     | Vaticano               | Cappella Sistina                                          |
|          | Apoteosi di san Zanobi e ciclo di uomini illustri                                                     | 1482 -1484     | affreschi                    | ?                | Firenze                | Palazzo Vecchio                                           |
|          | Rinuncia dei beni terreni                                                                             | 1482 - 1485    | affresco                     | ?                | Firenze                | Capella Sassetti, Basilica di Santa Trinita               |
|          | Stigmate di san Francesco                                                                             | 1482 - 1485    | affresco                     | ?                | Firenze                | Capella Sassetti, Basilica di Santa Trinita               |
|          | Prova del fuoco davanti al sultano                                                                    | 1482 - 1485    | affresco                     | ?                | Firenze                | Capella Sassetti, Basilica di Santa Trinita               |
|          | Esequie di San Francesco                                                                              | 1482 - 1485    | affresco                     | ?                | Firenze                | Capella Sassetti, Basilica di Santa Trinita               |
|          | Conferma della regola                                                                                 | 1482 - 1485    | affresco                     | ?                | Firenze                | Capella Sassetti, Basilica di Santa Trinita               |
|          | Resurrezione del ragazzo                                                                              | 1482 - 1485    | affresco                     | ?                | Firenze                | Capella Sassetti, Basilica di Santa Trinita               |
|          | Adorazione dei pastori                                                                                | 1485           |                              | 167 × 167 cm     | Firenze                | Basilica di Santa Trinita                                 |
|          | Natività della Vergine                                                                                | 1485 - 1490    | affresco                     | ?                | Firenze                | Cappella Tornabuoni, Basilica di Santa Maria Novella      |
|          | Presentazione al Tempio della Vergine                                                                 | 1485 - 1490    | affresco                     | ?                | Firenze                | Cappella Tornabuoni, Basilica di Santa Maria Novella      |
|          | Sposalizio della Vergine                                                                              | 1485 - 1490    | affresco                     | ?                | Firenze                | Cappella Tornabuoni, Basilica di Santa Maria Novella      |
|          | Adorazione dei Magi                                                                                   | 1485 - 1490    | affresco                     | ?                | Firenze                | Cappella Tornabuoni, Basilica di Santa Maria Novella      |
|          | Strage degli Innocenti                                                                                | 1485 - 1490    | affresco                     | ?                | Firenze                | Cappella Tornabuoni, Basilica di Santa Maria Novella      |
|          | Morte e Assunzione della Vergine                                                                      | 1485 - 1490    | affresco                     | ?                | Firenze                | Cappella Tornabuoni, Basilica di Santa Maria Novella      |
|          | Apparizione dell'angelo a Zaccari                                                                     | 1485 - 1490    | affresco                     | ?                | Firenze                | Cappella Tornabuoni, Basilica di Santa Maria Novella      |
|          | Visitazione                                                                                           | 1485 - 1490    | affresco                     | ?                | Firenze                | Cappella Tornabuoni, Basilica di Santa Maria Novella      |
|          | Nascita del Battista                                                                                  | 1485 - 1490    | affresco                     | ?                | Firenze                | Cappella Tornabuoni, Basilica di Santa Maria Novella      |
|          | Imposizione del nome                                                                                  | 1485 - 1490    | affresco                     | ?                | Firenze                | Cappella Tornabuoni, Basilica di Santa Maria Novella      |
|          | Predicazione del Battista                                                                             | 1485 - 1490    | affresco                     | ?                | Firenze                | Cappella Tornabuoni, Basilica di Santa Maria Novella      |
|          | Battesimo di Cristo                                                                                   | 1485 - 1490    | affresco                     | ?                | Firenze                | Cappella Tornabuoni, Basilica di Santa Maria Novella      |
|          | Banchetto di Erode                                                                                    | 1485 - 1490    | affresco                     | ?                | Firenze                | Cappella Tornabuoni, Basilica di Santa Maria Novella      |
|          | Incoronazione della vergine e santi                                                                   | 1485 - 1490    | affresco                     | ?                | Firenze                | Cappella Tornabuoni, Basilica di Santa Maria Novella      |
|          | San Giovanni evangelista                                                                              | 1485 - 1490    | affresco                     | ?                | Firenze                | Cappella Tornabuoni, Basilica di Santa Maria Novella      |
|          | San Marco                                                                                             | 1485 - 1490    | affresco                     | ?                | Firenze                | Cappella Tornabuoni, Basilica di Santa Maria Novella      |
|          | San Matteo                                                                                            | 1485 - 1490    | affresco                     | ?                | Firenze                | Cappella Tornabuoni, Basilica di Santa Maria Novella      |
|          | San Luca                                                                                              | 1485 - 1490    | affresco                     | ?                | Firenze                | Cappella Tornabuoni, Basilica di Santa Maria Novella      |
|          | San Domenico fa la prova dei libri nel fuoco                                                          | 1485 - 1490    | affresco                     | ?                | Firenze                | Cappella Tornabuoni, Basilica di Santa Maria Novella      |
|          | Uccisione di san Pietro martire                                                                       | 1485 - 1490    | affresco                     | ?                | Firenze                | Cappella Tornabuoni, Basilica di Santa Maria Novella      |
|          | Annunciazione                                                                                         | 1485 - 1490    | affresco                     | ?                | Firenze                | Cappella Tornabuoni, Basilica di Santa Maria Novella      |
|          | San Giovanni nel deserto                                                                              | 1485 - 1490    | affresco                     | ?                | Firenze                | Cappella Tornabuoni, Basilica di Santa Maria Novella      |
|          | Giovanni Tornabuoni orante                                                                            | 1485 - 1490    | affresco                     | ?                | Firenze                | Cappella Tornabuoni, Basilica di Santa Maria Novella      |
|          | Francesca Pitti orante                                                                                | 1485 - 1490    | affresco                     | ?                | Firenze                | Cappella Tornabuoni, Basilica di Santa Maria Novella      |
|          | Sacra conversazione di Monticelli                                                                     | 1483           | tempera su tavola            | 168 x 197 cm     | Firenze                | Galleria degli Uffizi                                     |
|          | Adorazione dei Magi degli Innocenti                                                                   | 1485 - 1488    | tempera su tavola            | 285 x 243 cm     | Firenze                | Spedale degli Innocenti                                   |
|          | Sacra conversazione degli Ingesuati                                                                   | c. 1484 - 1486 | tempera su tavola di quercia | 191 x 200 cm     | Firenze                | Galleria degli Uffizi                                     |
|          | Ultima Cena di San Marco                                                                              | c. 1486        | affresco                     | 400 x 800 cm     | Firenze                | Convento di San Marco                                     |
|          | Incoronazione della Vergine di Narni                                                                  | 1486           | tempera su tavola            | 330 x 230 cm     | Narni                  | Museo Eroli                                               |
|          | Incoronazione della Vergine di Città di Castello                                                      | c. 1486        | tempera su tavola            | ?                | Città di Castello      | Pinacoteca comunale                                       |
|          | Adorazione dei Magi Tornabuoni                                                                        | c. 1487        | tempera su tavola circolare  | diametro 171 cm  | Firenze                | Galleria degli Uffizi                                     |
|          | Ritratto di Francesco Sassetti con il figlio Teodoro                                                  | c. 1488        | tempera su tavola            | 75,9 x 53 cm     | New York               | Metropolitan Museum                                       |
|          | Ritratto di Giovanna Tornabuoni                                                                       | 1488           | tempera su tavola            | 76 x 50 cm       | Madrid                 | Museo Thyssen-Bornemisza                                  |
|          | Ritratto di giovane donna                                                                             | c.1490         | tempera su tavola            | 44 x 32 cm       | Lisbona                | Museo Calouste Gulbenkian                                 |
|          | Ritratto di vecchio con nipote                                                                        | 1490           | tempera su tavola            | 62 x 46 cm       | Parigi                 | Museo del Louvre                                          |
|          | Madonna in gloria tra santi (pannello centrale del Polittico Tornabuoni) - tempera su tavola (fronte) | 1490 - 1498    | tempera su tavola            | 221 x 198 cm     | Monaco                 | Alte Pinakothek                                           |
|          | Resurrezione (pannello centrale del Polittico Tornabuoni), tempera su tavola (retro)                  | 1490 - 1498    | tempera su tavola            | 221 x 199 cm     | Berlino                | Gemäldegalerie,                                           |
|          | Santa Caterina da Siena (pannello laterale del Polittico Tornabuoni), tempera su tavola               | 1490-1498      | tempera su tavola            | 89,7 × 73.6 cm   | Monaco                 | Alte Pinakothek                                           |
|          | San Lorenzo (pannello laterale del Polittico Tornabuoni), tempera su tavola                           | 1490 - 1498    | tempera su tavola            | ?                | Monaco                 | Alte Pinakothek                                           |
|          | Santo Stefano (pannello laterale del Polittico Tornabuoni), tempera su tavolo                         | 1490 - 1498    | tempera su tavola            | 191 x 56 cm      | Budapest               | Museo di Belle Arti                                       |
|          | San Pietro Martire (pannello laterale del Polittico Tornabuoni), tempera su tavolo                    | 1490-1498      | tempera su tavola            | ?                | Traversetolo           | Fondazione Magnani Rocca                                  |
|          | S. Vincenzo Ferrer (pannello laterale del Polittico Tornabuoni)                                       | 1490 - 1498    | tempera su tavola            | ?                | Berlino                | era al Bode-Museum                                        |
|          | Sant'Antonino Pierozzi (pannello laterale del Polittico Tornabuoni)                                   | 1490 - 1498    | tempera su tavola            | ?                | Berlino                | era al Bode-Museum                                        |
|          | Adorazione del Bambino                                                                                | c. 1490        | tempera e oro su tavola      | 52 × 42 cm       | Cracovia               | Castello di Wawel                                         |
|          | Visitazione                                                                                           | c. 1491        | tempera su tavola            | 172x165 cm       | Parigi                 | Museo del Louvre                                          |
|          | Cristo in gloria con quattro santi e un donatore                                                      | c. 1492        | tempera su tavola            | 308x199 cm       | Volterra               | Pinacoteca e museo cívico                                 |
|          | Natività di Cristo                                                                                    | c. 1492        | tempera su tavola            | 45x42 cm         | Vaticano               | Musei Vaticani                                            |
|          | Natività                                                                                              | c. 1492        | tempera su tavola            | 85x63 cm         | Cambridge              | Fitzwilliam Museum                                        |
|          | Santo Stefano tra i santi Jacopo e Pietro                                                             | 1493           | tempera su tavola            | 222 x 222 cm     | Firenze                | Galleria dell'Accademia                                   |